# Kotlářka (stadion)
Stadion Kotlářka je víceúčelový sportovní areál v pražských Dejvicích.

## Historie
V místech dnešního stadionu v dejvické části Kotlářka dříve stávala cihelna s usedlostí. Usedlost byla postavena v místech bývalé vinice v 15. století a stojí přibližně 200 metrů od nynějšího stadionu. Františka Kressová, jedna z majitelek usedlosti, zde nechala v roce 1840 založit cihelnu, která sloužila až do 50. let 20. století, kdy byla zrušena a v jejích místech byl postaven stadion Kotlářka. Známky cihelny jsou stále patrné. V severních částech stadionu lze najít šachty.

## Zázemí stadionu
Stadion byl postaven se škvárovým povrchem v roce 1952 a do roku 1960 byl jediným stadionem s tímto povrchem, než byl postaven stadion Juliska. V průběhu let dostal stadion polyuretanový povrch s čtyřmi dráhami po obvodu a šesti na rovince. V roce 2007 byl povrch opraven a nyní má 6 drah po celé délce. Na stadionu byl v minulosti také vodní příkop, který se používal pro steeplechase. Dnes se na místě příkopu nachází sektor s umělou trávou. Dalším vybavením stadionu je dálkařský, tyčkařský a vrhačský sektor. Dále hřiště pro softball, nohejbal. Na místech, kde se přes zimu nafukuje hala, dříve stálo streetballové hřiště, hřiště pro beach volejbal, stolní tenis, Aikido, posilovna a také lezecká stěna.

## Umístění
Stadion se nachází přibližně 400 metrů od Julisky, který disponuje lepší zázemím a větším rozpočtem. Na Julisce sídlí armádní klub Dukla Praha.

## Kluby a oddíly
Na stadionu sídlí klub SK Kotlářka, jenž sdružuje 4 oddíly. Oddíl stolního tenisu (SK DDM Kotlářka El Niňo Praha), oddíl softballu a baseballu, kteří jsou několikanásobnými mistry České republiky v různých věkových kategoriích, atletický oddíl a oddíl orientačního běhu. Trenérem El Niňo je Vladimír Kaucký.

## Zajímavosti
Schéma atletického oválu není stejné jako na většině oválů. Ovál má délku 400 metrů se stejně dlouhými rovinami a zatáčkami. Na oválu dle standardu Mezinárodní asociace atletických federací (IAAF) má rovina 84,39 metru a zatáčka 115,61 metru.